# Орхувек (Великопольське воєводство)
Орхувек (пол. Orchówek) — село в Польщі, у гміні Орхово Слупецького повіту Великопольського воєводства.
Населення — 113 осіб (2011).
У 1975-1998 роках село належало до Конінського воєводства.

## Демографія
Демографічна структура станом на 31 березня 2011 року:
|          | Загалом | Допрацездатний вік | Працездатний вік | Постпрацездатний вік |
| -------- | ------- | ------------------ | ---------------- | -------------------- |
| Чоловіки | 50      | 8                  | 36               | 6                    |
| Жінки    | 63      | 14                 | 36               | 13                   |
| Разом    | 113     | 22                 | 72               | 19                   |